# Tetrix changchunensis
Tetrix changchunensis är en insektsart som beskrevs av Wang, R., L. Wang och Bing Ren 2005. Tetrix changchunensis ingår i släktet Tetrix och familjen torngräshoppor. Inga underarter finns listade i Catalogue of Life.